# پالی (مجارستان)
پالی (به مجاری:  Páli) یک شهرداری در مجارستان است که در ناحیه چورنا واقع شده‌است. پالی ۱۹٫۵۷ کیلومتر مربع مساحت و ۳۸۷ نفر جمعیت دارد.